# 河南省乡级以上行政区列表
中华人民共和国河南省乡级以上行政区包括中华人民共和国河南省的地级行政区、县级行政区和乡级行政区。河南省共有17个地级行政区，这17个地级行政区均为地级市；158个县级行政区，其中包括48个市辖区、21个县级市、89个县。
以下为河南省乡级以上行政区列表：

## 乡级行政区（分县级行政区排列）

### 洛阳市

#### 汝阳县
访问的 维基数据 实体过多。加载的实体数量：400/400。

#### 伊川县
访问的 维基数据 实体过多。加载的实体数量：400/400。

#### 洛宁县
访问的 维基数据 实体过多。加载的实体数量：400/400。

#### 嵩县
访问的 维基数据 实体过多。加载的实体数量：400/400。

#### 宜阳县
访问的 维基数据 实体过多。加载的实体数量：400/400。

#### 新安县
访问的 维基数据 实体过多。加载的实体数量：400/400。

#### 栾川县
访问的 维基数据 实体过多。加载的实体数量：400/400。

### 平顶山市

#### 新华区
访问的 维基数据 实体过多。加载的实体数量：400/400。

#### 卫东区
访问的 维基数据 实体过多。加载的实体数量：400/400。

#### 湛河区
访问的 维基数据 实体过多。加载的实体数量：400/400。

#### 石龙区
访问的 维基数据 实体过多。加载的实体数量：400/400。

#### 舞钢市
访问的 维基数据 实体过多。加载的实体数量：400/400。

#### 宝丰县
访问的 维基数据 实体过多。加载的实体数量：400/400。

#### 叶县
访问的 维基数据 实体过多。加载的实体数量：400/400。

#### 郏县
访问的 维基数据 实体过多。加载的实体数量：400/400。

#### 鲁山县
访问的 维基数据 实体过多。加载的实体数量：400/400。

### 安阳市

#### 北关区
访问的 维基数据 实体过多。加载的实体数量：400/400。

#### 文峰区
访问的 维基数据 实体过多。加载的实体数量：400/400。

#### 殷都区
访问的 维基数据 实体过多。加载的实体数量：400/400。

#### 龙安区
访问的 维基数据 实体过多。加载的实体数量：400/400。

#### 林州市
访问的 维基数据 实体过多。加载的实体数量：400/400。

#### 安阳县
访问的 维基数据 实体过多。加载的实体数量：400/400。

#### 内黄县
访问的 维基数据 实体过多。加载的实体数量：400/400。

#### 汤阴县
访问的 维基数据 实体过多。加载的实体数量：400/400。

### 鹤壁市

#### 淇滨区
访问的 维基数据 实体过多。加载的实体数量：400/400。

#### 山城区
访问的 维基数据 实体过多。加载的实体数量：400/400。

#### 鹤山区
访问的 维基数据 实体过多。加载的实体数量：400/400。

#### 浚县
访问的 维基数据 实体过多。加载的实体数量：400/400。

#### 淇县
访问的 维基数据 实体过多。加载的实体数量：400/400。

### 新乡市

#### 卫滨区
访问的 维基数据 实体过多。加载的实体数量：400/400。

#### 红旗区
访问的 维基数据 实体过多。加载的实体数量：400/400。

#### 凤泉区
访问的 维基数据 实体过多。加载的实体数量：400/400。

#### 牧野区
访问的 维基数据 实体过多。加载的实体数量：400/400。

#### 卫辉市
访问的 维基数据 实体过多。加载的实体数量：400/400。

#### 辉县市
访问的 维基数据 实体过多。加载的实体数量：400/400。

#### 新乡县
访问的 维基数据 实体过多。加载的实体数量：400/400。

#### 获嘉县
访问的 维基数据 实体过多。加载的实体数量：400/400。

#### 原阳县
访问的 维基数据 实体过多。加载的实体数量：400/400。

#### 封丘县
访问的 维基数据 实体过多。加载的实体数量：400/400。

#### 延津县
访问的 维基数据 实体过多。加载的实体数量：400/400。

### 焦作市

#### 解放区
访问的 维基数据 实体过多。加载的实体数量：400/400。

#### 中站区
访问的 维基数据 实体过多。加载的实体数量：400/400。

#### 马村区
访问的 维基数据 实体过多。加载的实体数量：400/400。

#### 山阳区
访问的 维基数据 实体过多。加载的实体数量：400/400。

#### 沁阳市
访问的 维基数据 实体过多。加载的实体数量：400/400。

#### 孟州市
访问的 维基数据 实体过多。加载的实体数量：400/400。

#### 修武县
访问的 维基数据 实体过多。加载的实体数量：400/400。

#### 温县
访问的 维基数据 实体过多。加载的实体数量：400/400。

#### 武陟县
访问的 维基数据 实体过多。加载的实体数量：400/400。

#### 博爱县
访问的 维基数据 实体过多。加载的实体数量：400/400。

### 濮阳市

#### 华龙区
访问的 维基数据 实体过多。加载的实体数量：400/400。

#### 濮阳县
访问的 维基数据 实体过多。加载的实体数量：400/400。

#### 南乐县
访问的 维基数据 实体过多。加载的实体数量：400/400。

#### 台前县
访问的 维基数据 实体过多。加载的实体数量：400/400。

#### 清丰县
访问的 维基数据 实体过多。加载的实体数量：400/400。

#### 范县
访问的 维基数据 实体过多。加载的实体数量：400/400。

### 许昌市

#### 魏都区
访问的 维基数据 实体过多。加载的实体数量：400/400。

#### 禹州市
访问的 维基数据 实体过多。加载的实体数量：400/400。

#### 长葛市
访问的 维基数据 实体过多。加载的实体数量：400/400。

#### 许昌县
访问的 维基数据 实体过多。加载的实体数量：400/400。

#### 鄢陵县
访问的 维基数据 实体过多。加载的实体数量：400/400。

#### 襄城县
访问的 维基数据 实体过多。加载的实体数量：400/400。

### 漯河市

#### 源汇区
访问的 维基数据 实体过多。加载的实体数量：400/400。

#### 郾城区
访问的 维基数据 实体过多。加载的实体数量：400/400。

#### 召陵区
访问的 维基数据 实体过多。加载的实体数量：400/400。

#### 临颍县
访问的 维基数据 实体过多。加载的实体数量：400/400。

#### 舞阳县
访问的 维基数据 实体过多。加载的实体数量：400/400。

### 三门峡市

#### 湖滨区
访问的 维基数据 实体过多。加载的实体数量：400/400。

#### 义马市
访问的 维基数据 实体过多。加载的实体数量：400/400。

#### 灵宝市
访问的 维基数据 实体过多。加载的实体数量：400/400。

#### 渑池县
访问的 维基数据 实体过多。加载的实体数量：400/400。

#### 卢氏县
访问的 维基数据 实体过多。加载的实体数量：400/400。

#### 陕县
访问的 维基数据 实体过多。加载的实体数量：400/400。

### 南阳市

#### 卧龙区
访问的 维基数据 实体过多。加载的实体数量：400/400。

#### 宛城区
访问的 维基数据 实体过多。加载的实体数量：400/400。

#### 桐柏县
访问的 维基数据 实体过多。加载的实体数量：400/400。

#### 方城县
访问的 维基数据 实体过多。加载的实体数量：400/400。

#### 淅川县
访问的 维基数据 实体过多。加载的实体数量：400/400。

#### 镇平县
访问的 维基数据 实体过多。加载的实体数量：400/400。

#### 唐河县
访问的 维基数据 实体过多。加载的实体数量：400/400。

#### 南召县
访问的 维基数据 实体过多。加载的实体数量：400/400。

#### 内乡县
访问的 维基数据 实体过多。加载的实体数量：400/400。

#### 新野县
访问的 维基数据 实体过多。加载的实体数量：400/400。

#### 社旗县
访问的 维基数据 实体过多。加载的实体数量：400/400。

#### 西峡县
访问的 维基数据 实体过多。加载的实体数量：400/400。

### 商丘市

#### 梁园区
访问的 维基数据 实体过多。加载的实体数量：400/400。

#### 睢阳区
访问的 维基数据 实体过多。加载的实体数量：400/400。

#### 宁陵县
访问的 维基数据 实体过多。加载的实体数量：400/400。

#### 虞城县
访问的 维基数据 实体过多。加载的实体数量：400/400。

#### 民权县
访问的 维基数据 实体过多。加载的实体数量：400/400。

#### 夏邑县
访问的 维基数据 实体过多。加载的实体数量：400/400。

#### 柘城县
访问的 维基数据 实体过多。加载的实体数量：400/400。

#### 睢县
访问的 维基数据 实体过多。加载的实体数量：400/400。

### 信阳市

#### 浉河区
访问的 维基数据 实体过多。加载的实体数量：400/400。

#### 平桥区
访问的 维基数据 实体过多。加载的实体数量：400/400。

#### 潢川县
访问的 维基数据 实体过多。加载的实体数量：400/400。

#### 淮滨县
访问的 维基数据 实体过多。加载的实体数量：400/400。

#### 息县
访问的 维基数据 实体过多。加载的实体数量：400/400。

#### 新县
访问的 维基数据 实体过多。加载的实体数量：400/400。

#### 商城县
访问的 维基数据 实体过多。加载的实体数量：400/400。

#### 罗山县
访问的 维基数据 实体过多。加载的实体数量：400/400。

#### 光山县
访问的 维基数据 实体过多。加载的实体数量：400/400。

### 周口市

#### 川汇区
访问的 维基数据 实体过多。加载的实体数量：400/400。

#### 项城市
访问的 维基数据 实体过多。加载的实体数量：400/400。

#### 商水县
访问的 维基数据 实体过多。加载的实体数量：400/400。

#### 淮阳县
访问的 维基数据 实体过多。加载的实体数量：400/400。

#### 太康县
访问的 维基数据 实体过多。加载的实体数量：400/400。

#### 西华县
访问的 维基数据 实体过多。加载的实体数量：400/400。

#### 扶沟县
访问的 维基数据 实体过多。加载的实体数量：400/400。

#### 沈丘县
访问的 维基数据 实体过多。加载的实体数量：400/400。

#### 郸城县
访问的 维基数据 实体过多。加载的实体数量：400/400。

### 驻马店市

#### 驿城区
访问的 维基数据 实体过多。加载的实体数量：400/400。

#### 确山县
访问的 维基数据 实体过多。加载的实体数量：400/400。

#### 上蔡县
访问的 维基数据 实体过多。加载的实体数量：400/400。

#### 西平县
访问的 维基数据 实体过多。加载的实体数量：400/400。

#### 泌阳县
访问的 维基数据 实体过多。加载的实体数量：400/400。

#### 平舆县
访问的 维基数据 实体过多。加载的实体数量：400/400。

#### 汝南县
访问的 维基数据 实体过多。加载的实体数量：400/400。

#### 遂平县
访问的 维基数据 实体过多。加载的实体数量：400/400。

#### 正阳县
访问的 维基数据 实体过多。加载的实体数量：400/400。

### 省直辖

#### 济源市
访问的 维基数据 实体过多。加载的实体数量：400/400。

#### 巩义市
访问的 维基数据 实体过多。加载的实体数量：400/400。

#### 兰考县
访问的 维基数据 实体过多。加载的实体数量：400/400。

#### 汝州市
访问的 维基数据 实体过多。加载的实体数量：400/400。

#### 滑县
访问的 维基数据 实体过多。加载的实体数量：400/400。

#### 长垣县
访问的 维基数据 实体过多。加载的实体数量：400/400。

#### 邓州市
访问的 维基数据 实体过多。加载的实体数量：400/400。

#### 永城市
访问的 维基数据 实体过多。加载的实体数量：400/400。
城关镇、演集镇、芒山镇、酂城镇、高庄镇、十八里镇、薛湖镇、马桥镇、裴桥镇、陈集镇、蒋口镇、太丘镇、李寨镇、顺和镇、苗桥镇、茴村镇、卧龙镇、侯岭镇、酂阳镇、马牧镇、龙岗镇、王集镇、刘河镇；双桥乡、条河乡、陈官庄乡、城厢乡、黄口乡、新桥乡。

#### 固始县
访问的 维基数据 实体过多。加载的实体数量：400/400。

#### 鹿邑县
访问的 维基数据 实体过多。加载的实体数量：400/400。

#### 新蔡县
访问的 维基数据 实体过多。加载的实体数量：400/400。